# كلارا كيركوود
كلارا كيركوود (بالإنجليزية: Antoinette Kirkwood)‏ هي ملحنة بريطانية، ولدت في 26 فبراير 1930 في لندن في المملكة المتحدة، وتوفيت في 28 يناير 2014.